# محاري حريشفي قاتم
محاري حريشفي قاتم (الاسم العلمي: Pleurotus fuscosquamulosus) هو نوع من الفطريات يتبع جنس المحاري من فصيلة المحارية.